# Alix (còmic)
Alix és un personatge de la bande dessinée franco-belga, protagonista d’una sèrie de còmics amb el mateix nom, creada, escrita i dibuixada per Jacques Martin a partir de 1948. La sèrie ha continuat després de la mort de l'autor. En un principi, el personatge va aparèixer en el setmanari Tintin. Els àlbums han estat publicats per l'editorial Casterman.

## Anàlisi de la sèrie
Les aventures d'Alix tenen lloc en temps de Juli Cèsar, en diferents llocs com a Roma, Gàl·lia, Mesopotàmia, Àfrica i Àsia Menor. La sèrie porta el nom del seu heroi, un esclau d'origen gal convertit en ciutadà romà i proper a Cèsar. L'estil dels dibuixos és de la línia clara.
Si al primer episodi Alix l'intrepide es reconeix la inspiració en Ben-Hur, els àlbums següents són una oportunitat per aprofundir en el personatge d'Alix i ampliar l'acció.
Igualment, destacar que els dos herois s'han convertit en icones gai a la comunitat homosexual de França. S'ha debatut l’homoerotisme, o fins i tot una possible relació entre l'heroi i el seu company Enak. Això s'accentua pel baix nombre de dones que apareixen i l'absència de relacions romàntiques, inicialment a causa de la censura dels anys cinquanta.
En diverses entrevistes, Jacques Martin va parlar sobre aquest tema:
| « | Atès que Alix i Enak són, al meu entendre, arquetips del món antic, correspon al lector reaccionar segons la seva sensibilitat. Tanmateix, a les imatges dels meus àlbums no hi ha vinyetes provocadores i no hi ha cap indici que tinguin relacions íntimes. Però, és evident que no puc evitar que determinats lectors s'imaginin, o fins i tot fantasiegen, amb aquests dos personatges, perquè estic d'acord que es poden prestar a tota mena d'interpretacions. | » |

## Els personatges
Alix Graccus: heroi adolescent de la sèrie. Fill adoptiu d'un governador romà lleial a Cèsar, Honorus Galla, es caracteritza pel seu coratge, el seu gran cor i la seva intel·ligència. Alix és fill d’un cabdill gal, Astorix, que no s'ha de confondre amb Astèrix, que va aparèixer al món del còmic més d'una dècada després. Ja d’adult (sèrie Alix Senator) tindrà un fill (Titus) amb Lidia Octavia, germana de l'emperador August.
- Enak: company fidel de l’anterior, una mica més jove. D’origen egipci, apareix per primer cop a Le sphinx d'or. A l’àlbum Le prince du Nil, s'especula sobre els seus orígens i si, en realitat, es tractaria d'un príncep. Tindrà un fill anomenat Kephren, nascut d'una serventa de Cleòpatra (Alix Senator).
- Arbacès: enemic d’Alix. Aquest grec astut i cruel apareix sistemàticament per entorpir els plans dels nostres herois. En el primer àlbum, Alix l’Intrépide, compra l'Alix i el converteix en el seu esclau.
- Vanik: cosí d'Alix que esdevé agent i partidari de Cèsar a la Gàl·lia.
- Heraklion: adolescent d’edat similar a Enak, fill de l'última reina d'Esparta. Es convertirà en el protegit d'Alix després de la mort de la seva mare i de la destrucció de la ciutadella sobre la qual regnava.

També hi apareixen altres personatges de tall històric, en aquest cas Juli Cèsar, Pompeu, Cleòpatra, Livia, Vercingétorix, August....

## Alix en català
En català, només s'han publicat cinc títols de l'etapa de Jacques Martin com autor.
- Iorix el Gran, 1982, traducció Jaume Fuster, original: 1972 ed. Casterman.
- El Princep del Nil, 1982, trad. Jaume Fuster, ori: 1974 ed. Casterman.
- El fill d'Espàrtac, 1983, trad. Jaume Fuster, ori: 1975 ed. Casterman.
- L'Espectre de Cartago, 1984, trad. Jaume Fuster, ori: 1977 ed. Casterman.
- La còlera del volcà, 1984, trad. Jaume Fuster, ori: 1978 ed. Casterman

## Els viatges d’Alix
Aquesta sèrie d'àlbums recorre la geografia i la història de l'Antiguitat amb il·lustracions inspirades en les aventures d'Alix. Aquestes obres són sobretot obres de divulgació documentades, amb l'objectiu de descobrir l'Antiguitat amb l’estil de dibuix de Jacques Martin. Hom i troba els jaciments arqueològics tal com eren en aquella època.
Han aparegut quatre volums en català: 
- Egipte (volums 1 i 2)
- Pompeia
- Els Jocs olímpics a l'antiguitat.

## Alix Senator
A partir del 2012 s'inicia una nova sèrie basada en el personatge, però ja esdevingut adult. El primer volum d'Alix Senator, titulat Les Aigles de sang, escrit per Valérie Mangin i dibuixat per Thierry Démarez, té lloc més de vint anys després, quan August és nomenat emperador. Alix, convertit en senador, viu a Roma amb el seu fill Titus i Khephren, fill d'Enak. Aquest últim, segons sembla, ha mort a Egipte en circumstàncies estranyes, arran de la mort de Cleòpatra i Marc Antoni. Amb aires de thriller i misteri, relata l'assassinat salvatge del seu amic Agripa (cunyat d'August) per una àguila amb urpes d'or. August confia en Alix per portar a terme la investigació.

## Els autors
Jacques Martin, creador d'Alix, ha estat durant molts anys responsable dels guions i dibuixos. Del 1998 al 2005, Rafaël Morales va dibuixar la sèrie amb la col·laboració de Marc Henniquiau, mentre Martin va continuar preparant guions, esbossos i el muntatge final. L'any 2004 es va crear un segon equip, amb l'inici d'un nou cicle, amb el dibuixant Cédric Hervan, al qual va continuar Christophe Simon. Des de l'àlbum C’etait a Khorsabad (2006), Martin va deixar de fer els esbossos com havia estat costum, a causa de la seva edat avançada i els conseqüents problemes de vista, però va continuar fent sinopsis força breus de la trama i un guionista s'encarregava de desenvolupar-les. Després de François Maingoval, va ser el torn del guionista Patrick Weber amb l’episodi 26è L'Ibère (2007) amb Christophe Simon en els dibuixos. Al costat de l'equip Simon-Weber, es va constituir un segon equip, format pel dissenyador belga Ferry, vinculat a Weber. Aquest equip va produir La Cité engloutie, l’episodi 28è. Després que Martin morís a l’any 2010, es va encarregar del projecte Marco Venanzi, el qual va fer el guió de Le testament de Cesar corresponent al títol 29è. Altres autors van continuar per als volums següents.

## Les Aventures d'Alix: títols
| N°  | Títol                    | Data de sortida | Data de sortida | Autors                                                 |
| N°  | Títol                    | Tintin          | Casterman       | Autors                                                 |
| --- | ------------------------ | --------------- | --------------- | ------------------------------------------------------ |
| 1.  | Alix l'intrépide         | 1948-1949       | 1973            | Jaques Martin                                          |
| 2.  | Le Sphinx d'or           | 1949-1950       | 1971            | Jaques Martin                                          |
| 3.  | L'Île maudite            | 1951-1952       | 1969            | Jaques Martin                                          |
| 4.  | La Tiare d'Oribal        | 1955-1956       | 1966            | Jaques Martin                                          |
| 5.  | La Griffe noire          | 1957-1959       | 1965            | Jaques Martin                                          |
| 6.  | Les Légions perdues      | 1962-1963       | 1965            | Jaques Martin                                          |
| 7.  | Le Dernier Spartiate     | 1966-1967       | 1967            | Jaques Martin                                          |
| 8.  | Le Tombeau étrusque      | 1967-1968       | 1968            | Jaques Martin                                          |
| 9.  | Le Dieu sauvage          | 1969            | 1970            | Jaques Martin                                          |
| 10. | Iorix le grand           | 1971-1972       | 1972            | Jaques Martin                                          |
| 11. | Le Prince du Nil         | 1973            | 1974            | Jaques Martin                                          |
| 12. | Le Fils de Spartacus     | 1974            | 1975            | Jaques Martin                                          |
| 13. | Le Spectre de Carthage   | 1976            | 1977            | Jaques Martin                                          |
| 14. | Les Proies du volcan     | 1977            | 1978            | Jaques Martin                                          |
| 15. | L'Enfant grec            | 1979            | 1980            | Jaques Martin                                          |
| 16. | La Tour de Babel         | 1981            | 1981            | Jaques Martin                                          |
| 17. | L'Empereur de Chine      | 1982            | 1983            | Jaques Martin                                          |
| 18. | Vercingétorix            | 1985            | 1985            | Jaques Martin                                          |
| 19. | Le Cheval de Troie       |                 | 1988            | Jaques Martin                                          |
| 20  | Ô Alexandrie             |                 | 1996            | Jaques Martin Rafael Morales, Marc Henniquiau          |
| 21  | Les Barbares             |                 | 1998            | J. Martin, R. Morales M. Henniquiau                    |
| 22  | La Chute d'Icare         |                 | 2001            | J. Martin, R. Morales Marc Henniquiau                  |
| 23  | La Fleuve de jade        |                 | 2003            | J. Martin, R. Morales Marc Henniquiau                  |
| 24  | Roma, Roma...            |                 | 2005            | J. Martin, R. Morales Marc Henniquiau                  |
| 25  | C'était à Khorsabad      |                 | 2006            | J. Martin, F. Maingoval Cédric Hervan Christophe Simon |
| 26  | L'ibère                  |                 | 2007            | J. Martin, F. Maingoval Patrick Weber                  |
| 27  | Le Démon du Pharos       |                 | 2008            | J. Martin, P. Weber Christophe Simon                   |
| 28  | Le Cité engloutie        |                 | 2009            | J. Martin, P. Weber Ferry                              |
| 29  | Le Testament de César    |                 | 2010            | Marco Venazi                                           |
| 30  | La Conjuration de Baal   |                 | 2011            | Christophe Simon                                       |
| 31  | L'ombre de Sarapis       |                 | 2012            | M. Venazi Mathieu Barthélemi Véroniqe Robin            |
| 32  | La Dernière Conquête     |                 | 2013            | Géraldine Ranouil Marc Jailloux Corinne Billon         |
| 33  | Britannia                |                 | 2014            | Mathieu Bréda Marc Jailloux                            |
| 34  | Par-delà le Styx         |                 | 2015            | Mathieu Bréda Marc Jailloux                            |
| 35  | L'or de Saturne          |                 | 2016            | Marco Venanzi                                          |
| 36  | Le Serment du gladiateur |                 | 2017            | Marc Jailloux                                          |
| 37  | Veni Vidi Vici           |                 | 2018            | David B. Giorgio Albertini                             |
| 38  | Les Helvètes             |                 | 2019            | M. Bréda, M. Jailloux                                  |
| 39  | Le Dieu sans nom         |                 | 2020            | David B., G. Albertini                                 |
| 40  | L'Oeil du Minotaure      |                 | 2021            | Valérie Mangin Chrys Millien                           |
| 41  | La Reine des Amazones    |                 | 2023            | Valérie Mangin Chrys Millien                           |
| 42  | Le bouclier d'Achille    |                 | 2023            | Roger Seiter Marc Jailloux                             |